# Mel do Futuro
GRCESM Mel do Futuro é uma escola de samba mirim da cidade do Rio de Janeiro, que participa todos os anos do desfile oficial de escolas de samba mirins, na sexta-feira de Carnaval, na Marquês de Sapucaí.

## História
Em 2011, reeditaria o samba-enredo da Imperatriz de 1995, porém acabou por não desfilar. Foi a terceira escola a desfilar em 2012, novamente com uma reedição da Imperatriz, desta vez o samba de 1999.

## Segmentos

### Presidentes
| Nome              | Mandato        | Ref.  |
| ----------------- | -------------- | ----- |
| Magda Oberlaender | ? - atualidade | [ 2 ] |

### Intérpretes
| Nome                        | Período | Ref. |
| --------------------------- | ------- | ---- |
| Gabriel Arth e Victor Pires | 2011    |      |

### Diretores
| Ano       | Diretor de Carnaval | Diretor de harmonia | Mestre de bateria    | Ref.  |
| --------- | ------------------- | ------------------- | -------------------- | ----- |
| 2011-2013 | André Magliari      | Rogê                | Anderson de Oliveira | [ 2 ] |
| 2017      |                     |                     |                      |       |

### Coreógrafo
| Ano  | Nome          | Ref.  |
| ---- | ------------- | ----- |
| 2011 | Luciana Braga | [ 2 ] |
| 2017 |               |       |

### Casal de Mestre-sala e Porta-bandeira
| Ano       | Nome                            | Ref.  |
| --------- | ------------------------------- | ----- |
| 2011-2013 | Pedro Campos e Paula Figueiredo | [ 2 ] |
| 2015      |                                 |       |

### Corte de bateria
| Ano       | Rainha            | Madrinha | Ref.  |
| --------- | ----------------- | -------- | ----- |
| 2011-2013 | Mariana Chianello |          | [ 2 ] |
| 2017      |                   |          |       |

## Carnavais
| Mel do Futuro | Mel do Futuro | Mel do Futuro                                                      | Mel do Futuro    | Mel do Futuro     |
| Ano           | Enredo | Compositores do samba-enredo                                       | Carnavalesco     | Ref.              |
| ------------- | --- | ------------------------------------------------------------------ | ---------------- | ----------------- |
| 2004          | "Rio do esporte e lazer, do MEL, do Pan e do Carnaval"                                                                                  |                                                                    |                  | [ 1 ]             |
| 2007          | "A magia da serra encantando a nossa terra"                                                                                             | Luisinho Oliveira                                                  | Waldecyr Rosas   | [ 1 ]             |
| 2008          | "No faz e refaz da vida" |                                                                    | Waldecyr Rosas   | [ 1 ]             |
| 2009          | "O Rio em preto e branco – França.Br 2009"                                                                                              | Hudson Luiz, Thiago Brito e Waldecyr Rosas                         | Waldecyr Rosas   | [ 6 ] [ 1 ]       |
| 2010          | "Favela Fashion Week - Vitrine, uma causa social"                                                                                       | Rodrigo do Cavaco, J. Trivela e Joelson Gaguinho                   | Waldecyr Rosas   | [ 7 ] [ 1 ]       |
| 2011          | "Mais vale um jegue que me carregue que um camelo que me derrube lá no Ceará…" (Reedição do enredo de 1995 da Imperatriz Leopoldinense) | Cesar Som Livre, Eduardo Medrado, João Estevam e Waltinho Honorato | Alex de Oliveira | [ 8 ] [ 2 ] [ 1 ] |
| 2012          | "Brasil mostra a sua cara em ... Theatrum Rerum Naturalium Brasiliae" (Reedição do enredo de 1999 da Imperatriz Leopoldinense)          | Cesar Som Livre, Eduardo Medrado, João Estevam e Waltinho Honorato | Sandro Carvalho  | [ 1 ]             |